# Дылдино (Московская область)
Ды́лдино — деревня в Орехово-Зуевском муниципальном районе Московской области. Входит в состав сельского поселения Дороховское. Население — 6 чел. (2010).

## Название
Название связано с некалендарным личным именем Дылда.

## Расположение
Деревня Дылдино расположена в юго-восточной части Орехово-Зуевского района, примерно в 30 км к юго-востоку от города Орехово-Зуево. Высота над уровнем моря 138 м.

## История
На момент отмены крепостного права деревня принадлежала помещику Кознову. После 1861 года деревня вошла в состав Старовской волости Егорьевского уезда. Приход находился в селе Красное.
В 1926 году деревня входила в Старовский сельсовет Красновской волости Егорьевского уезда.
До 2006 года Дылдино входило в состав Дороховского сельского округа Орехово-Зуевского района.

## Население
В 1885 году в деревне проживало 180 человек, в 1905 году — 250 человек (121 мужчина, 129 женщин), в 1926 году — 243 человека (110 мужчин, 133 женщины). По переписи 2002 года — 16 человек (7 мужчин, 9 женщин).
| 1859 | 1868 | 1885 | 1905 | 1926 | 2002 | 2006 |
| ---- | ---- | ---- | ---- | ---- | ---- | ---- |
| 138  | ↗147 | ↗180 | ↗250 | ↘243 | ↘16  | ↘5   |
| 2010 |      |      |      |      |      |      |
| ↗6   |      |      |      |      |      |      |